# Manșă (avion)

Suprafețele principale de comandă, acționarea lor și efectul lor asupra avionului:
A – eleron
B – manșa și palonierul
(comandă suprafețele)
C – profundor
D – direcție

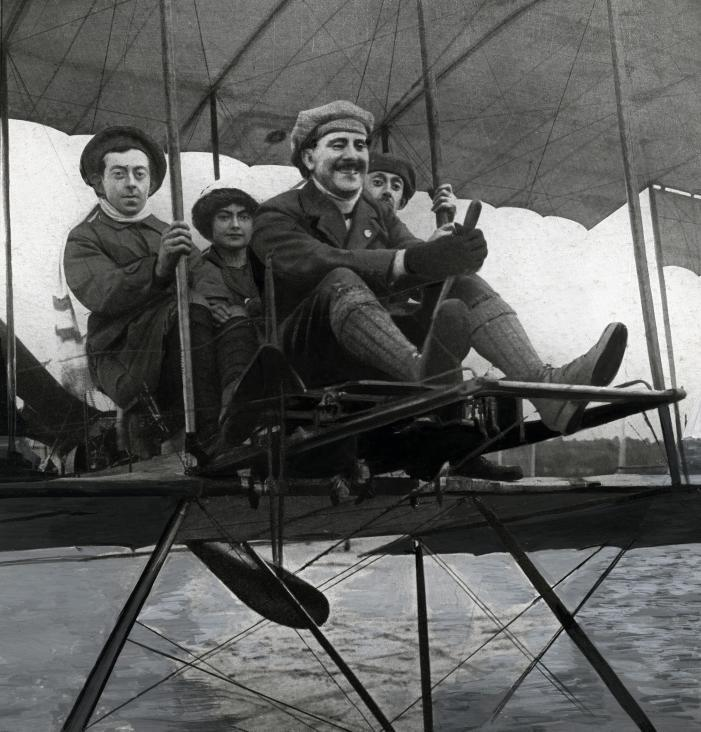
Manșă de tip levier de la începuturile aviației

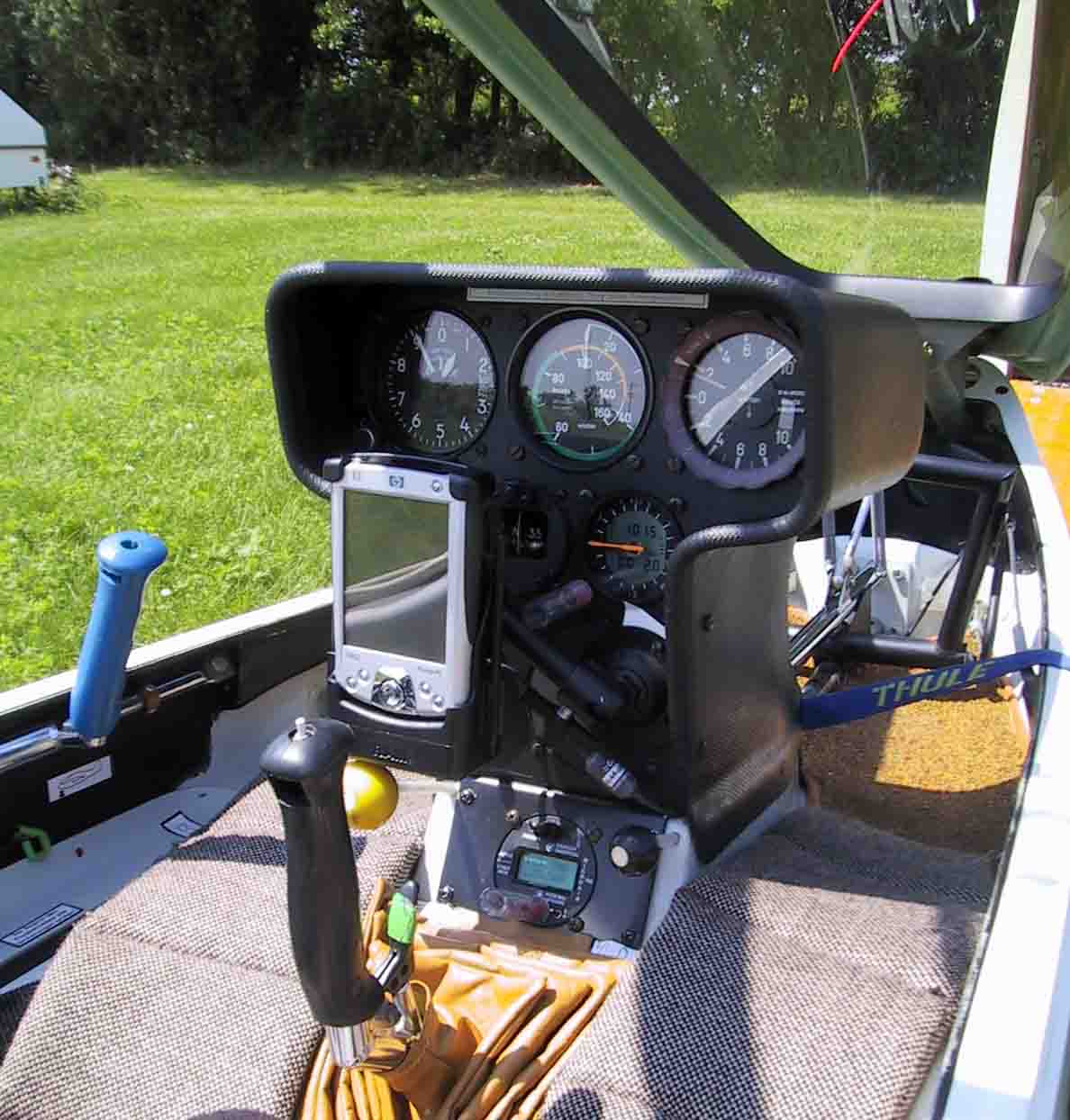
Carlinga unui planor cu manșă centrală de tip joystick

În aviație manșa este un dispozitiv din carlinga unui avion sau planor prin care pilotul comandă suprafețele care determină asieta avionului (profundorul) și înclinarea lui (eleroanele). În mod obișnuit ea este formată dintr-o pârghie verticală pe care adesea este montat un ghidon sau o roată de manevră. Uneori manșele sunt de tip joystick, plasate central sau lateral. Deplasarea manșei înainte sau înapoi modifică bracarea profundorului și avionul urcă sau coboară. Deplasarea laterală a manșei sau rotirea ghidonului sau a roții comandă la stânga determină bracarea eleroanelor astfel încât să producă înclinarea aeronavei la stânga, iar acționarea la dreapta produce înclinarea aeronavei la dreapta. Pe manșa avioanelor moderne sunt amplasate butoane cu ajutorul cărora se pot comanda diverse alte echipamente, iar la avioanele de luptă și armamentul.
La avioanele mici și medii, propulsate de obicei cu elice, manșa este legată mecanic direct la profundor și eleroane prin cabluri și tije. Pentru avioane mai mari forța pilotului nu mai este suficientă și se folosesc sisteme hidraulice, în care manșa comandă supapele, respectiv actuatoarele (en) (cilindrii hidraulici (en)) care acționează suprafețele. La avioanele moderne comenzile sunt transmise sistemului fly-by-wire (en), care trimite semnalele adecvate actuatoarelor. Manșele moderne conțin dispozitive suplimentare, cum ar fi cel de vibrare a manșei (en) când avionul este pe cale să se angajeze, sau chiar de evitare a angajării prin împingerea automată a manșei înainte.

## Tipuri de manșe
Manșele au diferite forme și dimensiuni, actual cele mai comune sunt cele cu ghidoane în formă de „U” sau de „W”. Unele avioane, ca Embraer și Concorde au manșe în formă de „M”. Manșele în formă de volan sunt învechite și se întâlnesc foarte rar.
De obicei ghidoanele sunt montate pe coloane verticale plasate pe podea central față de poziția pilotului, dar pot fi montate și pe coloane care ies din panoul de comandă.

## Avantaje și dezavantaje
Manșele de tip joystick sunt mai potrivite pentru comenzi rapide la forțe G (en) mari, ceea ce le face să fie preferate la avioanele de vânătoare, cele sportive și în zborul acrobatic (en). Însă aceste manșe sunt mai puțin precise decât cele mari, care în plus permit pilotului să aprecieze mai bine vizual poziția lor.
Dacă există dubla comandă, de obicei manșele sunt interconectate și se mișcă sincron, ceea ce informează celălalt pilot de acțiunile pilotului aflat la comandă. Asta în contrast cu manșele de tip joystick legate la sisteme fly-by-wire care permit fiecărui pilot să dea simultan propriile comenzi sistemului, uneori complet în contradictoriu, cum s-a întâmplat la Zborul Air France 447 (en), în care un Airbus A330 din cursa Rio-Paris a căzut în ocean în 2009.
Spre deosebire de joystickurile laterale, care permit amplasarea chiar și a măsuțelor retractabile și facilitează instalarea și părăsirea posturilor, manșele mari ocupă în carlingă mai mult loc decât joystickurile și pot împiedica vederea unor instrumente, dar permit manevrarea comodă cu oricare din mâini. Asta permite acționarea ușoară a altor comenzi din carlingă. Joystickurile centrale sunt o soluție intermediară între aceste extreme.

## Funcții suplimentare
Adesea pe manșe sunt plasate butoane prin care se acționează comenzile comunicațiilor radio, se deconectează pilotul automat și se acționează compensatoarele suprafețelor. Tot pe manșă pot fi plasate planșete cu clame, hărți,  liste de verificări sau cronometre.

Diferite tipuri de manșe
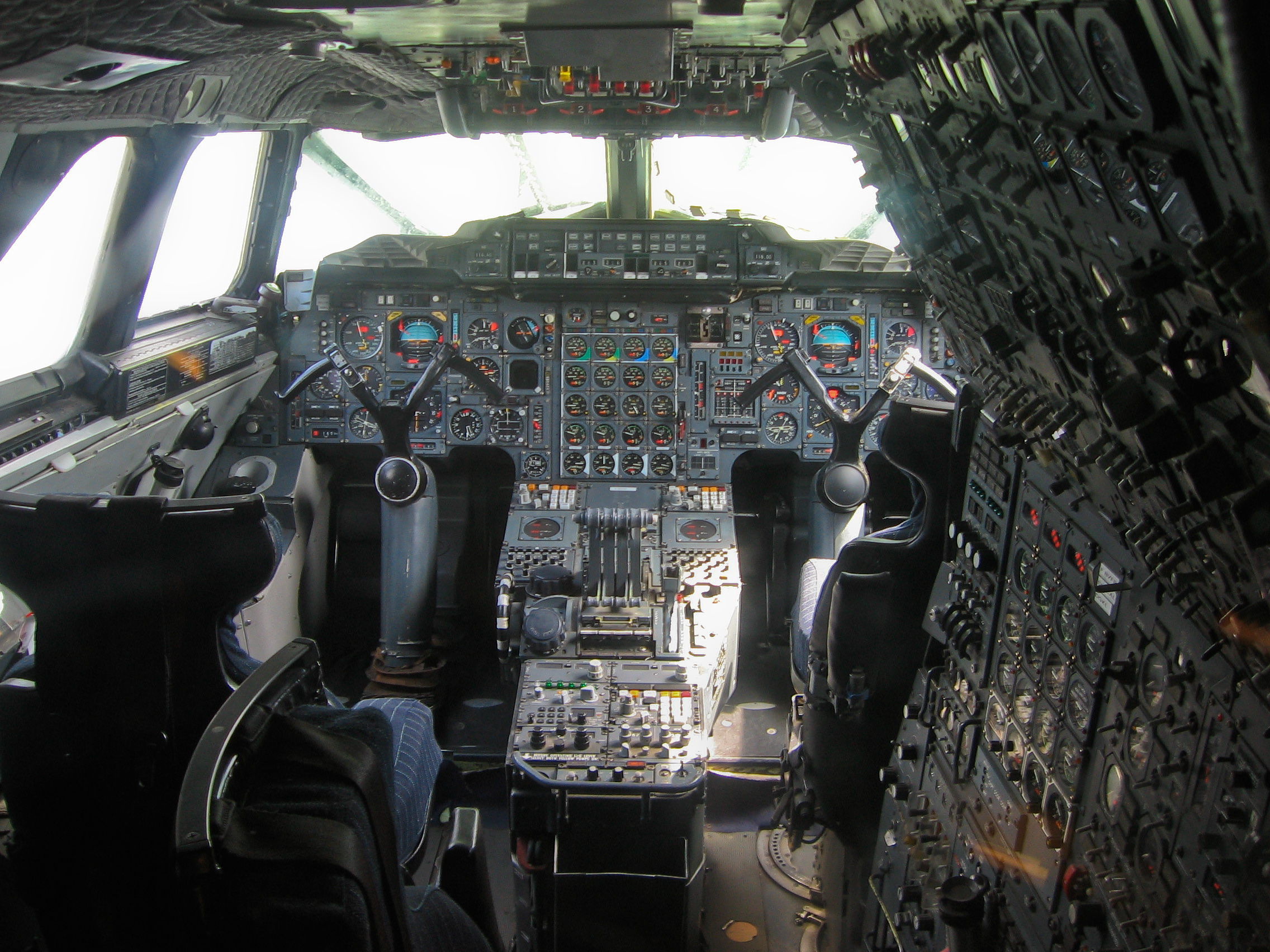
Carlinga avionului Concorde cu manșe de tip „M” montate pe coloane centrale
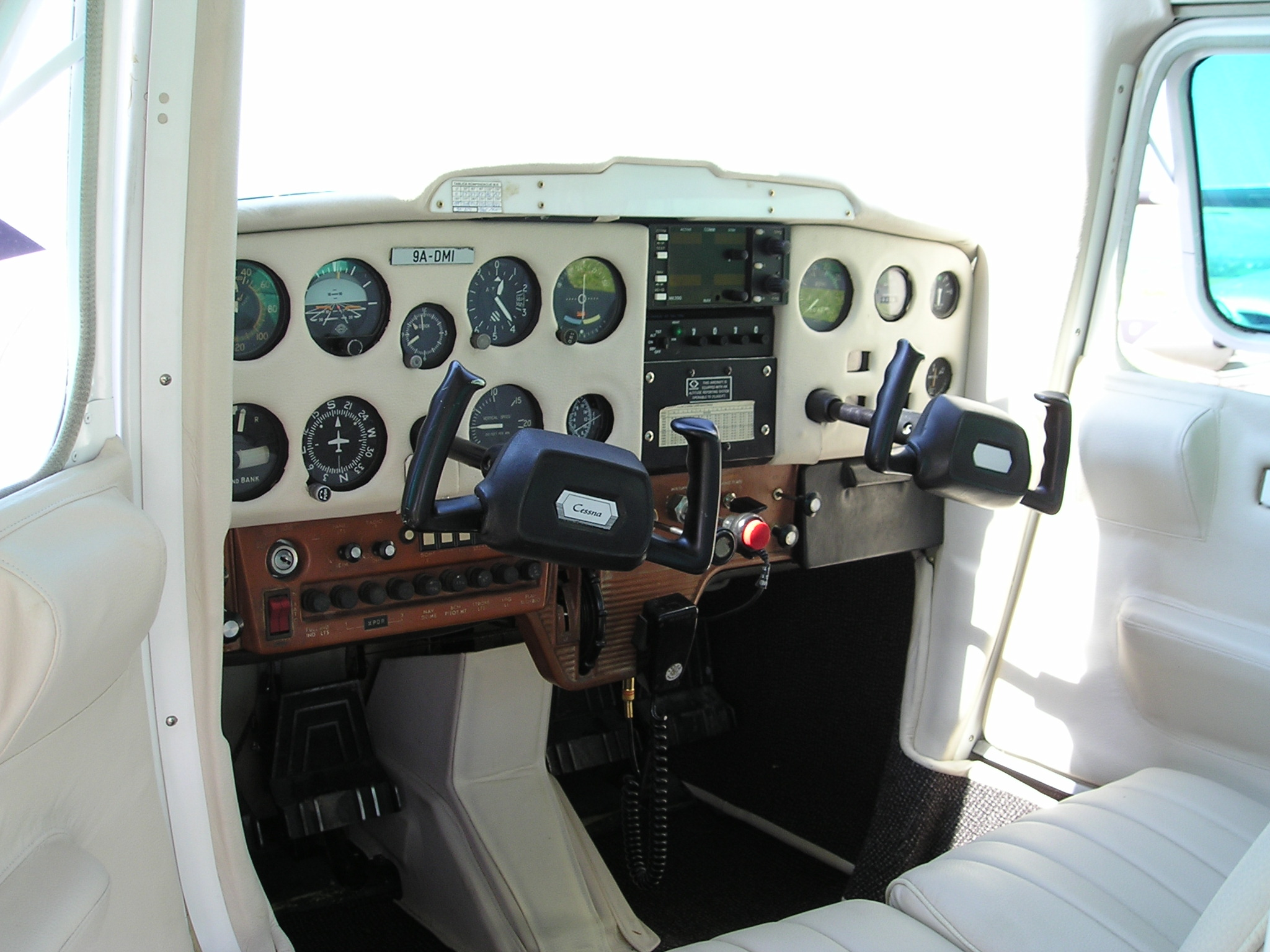
Carlinga avionului ușor Cessna 152 cu manșe de tip „U” montate pe coloane care ies din tabloul de bord
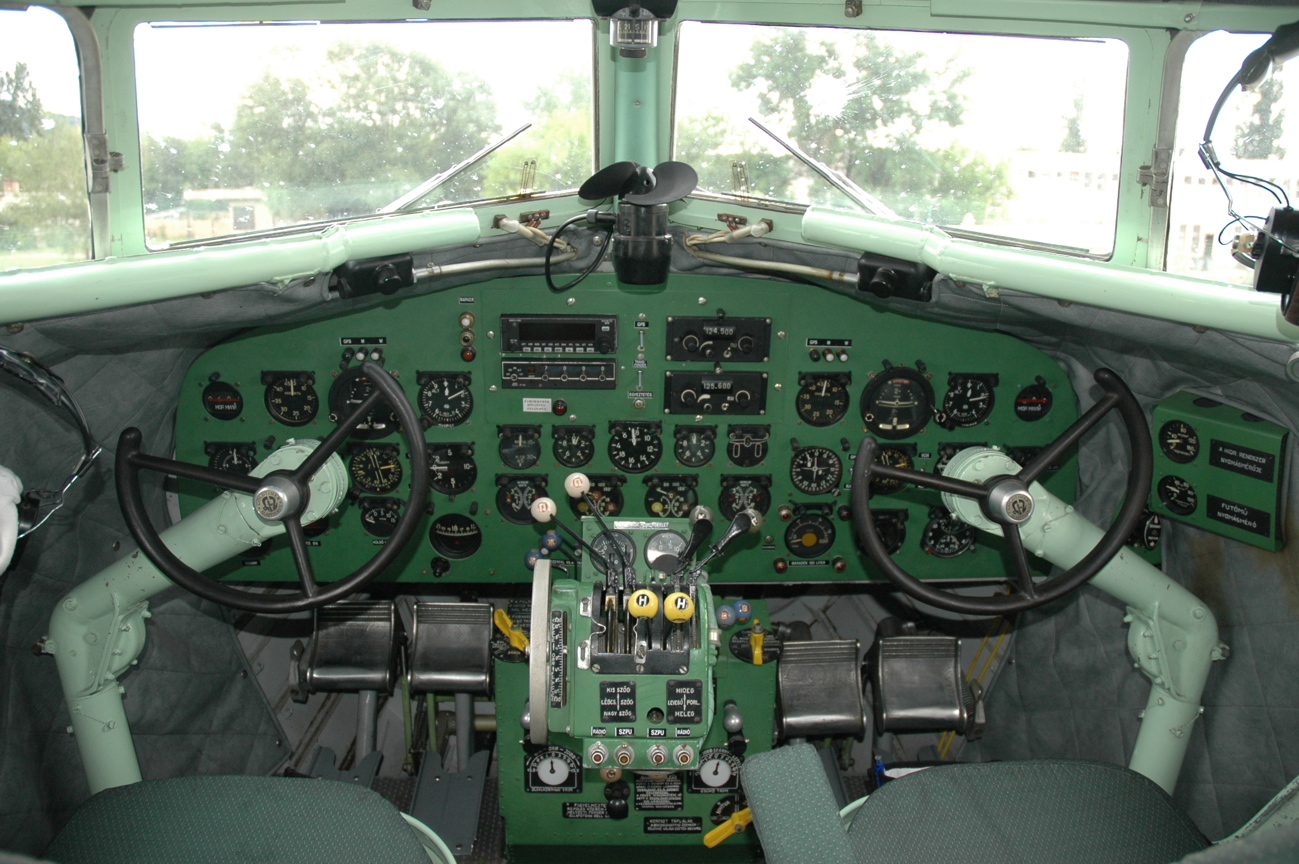
Carlinga avionului din anii 1940 Lisunov Li-2 cu manșe de tip volan montate pe coloane laterale
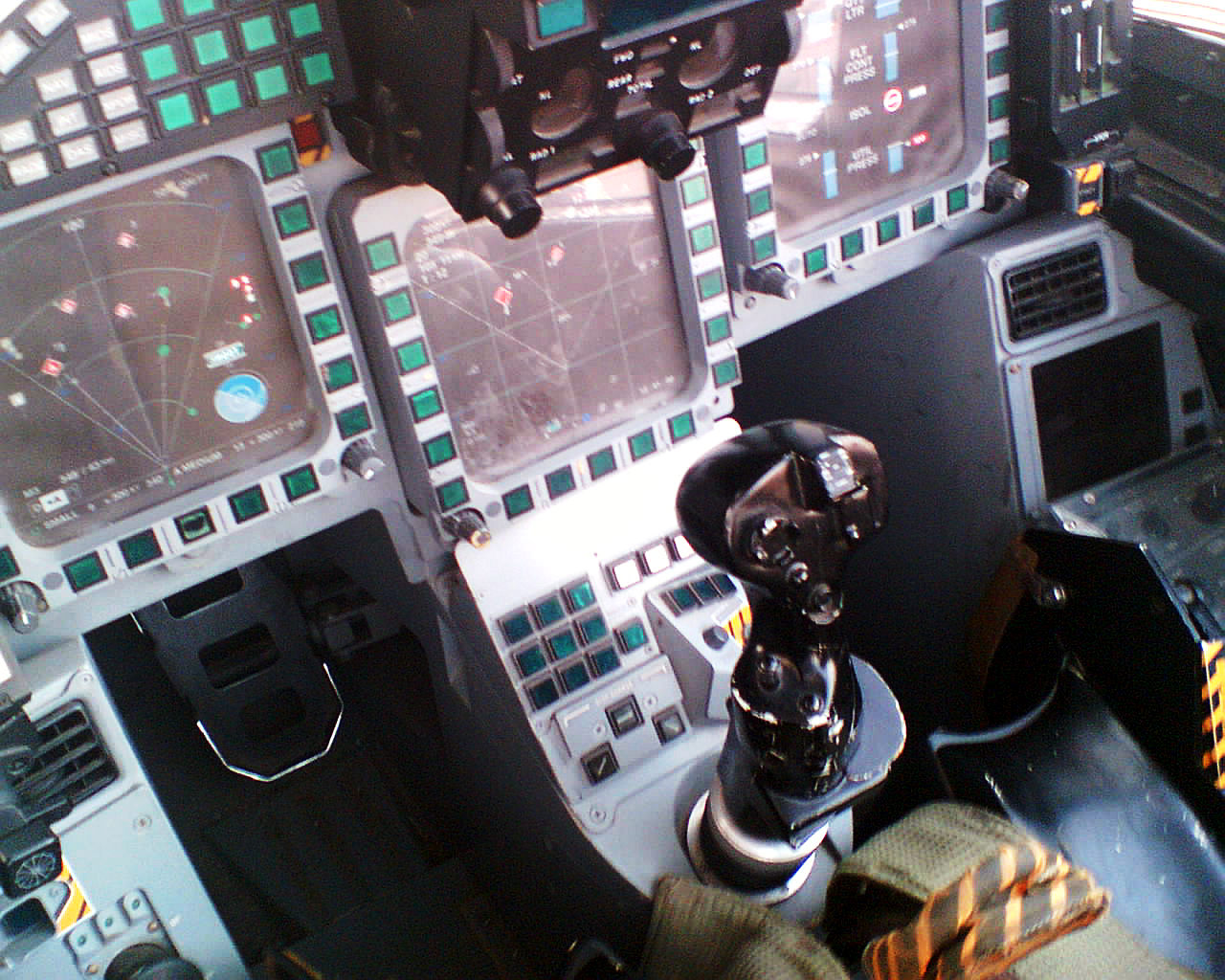
Carlinga avionului fly-by-wire Eurofighter Typhoon cu manșă centrală de tip joystick
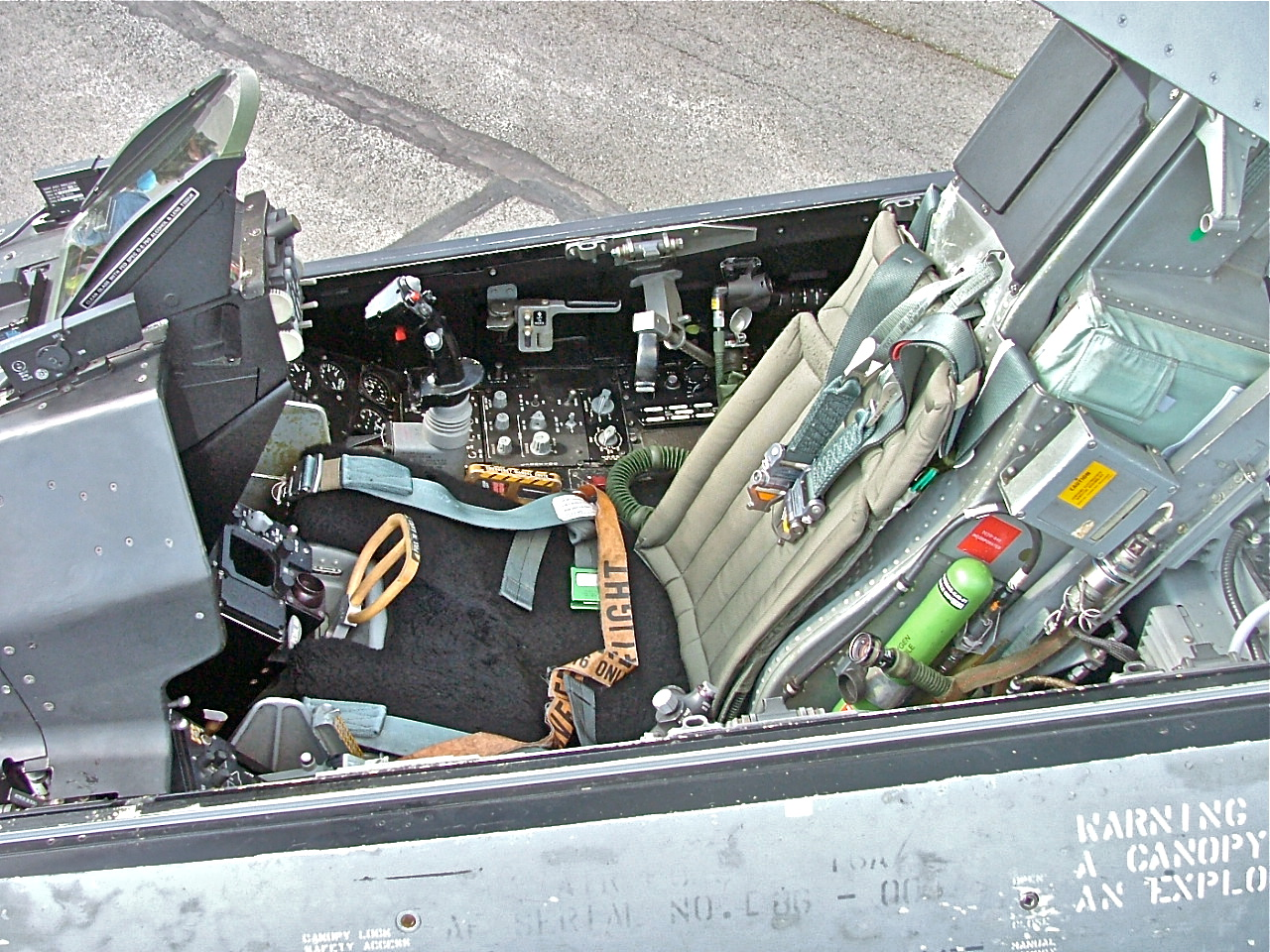
Carlinga avionului F-16 cu manșă laterală (la mâna dreaptă) de tip joystick
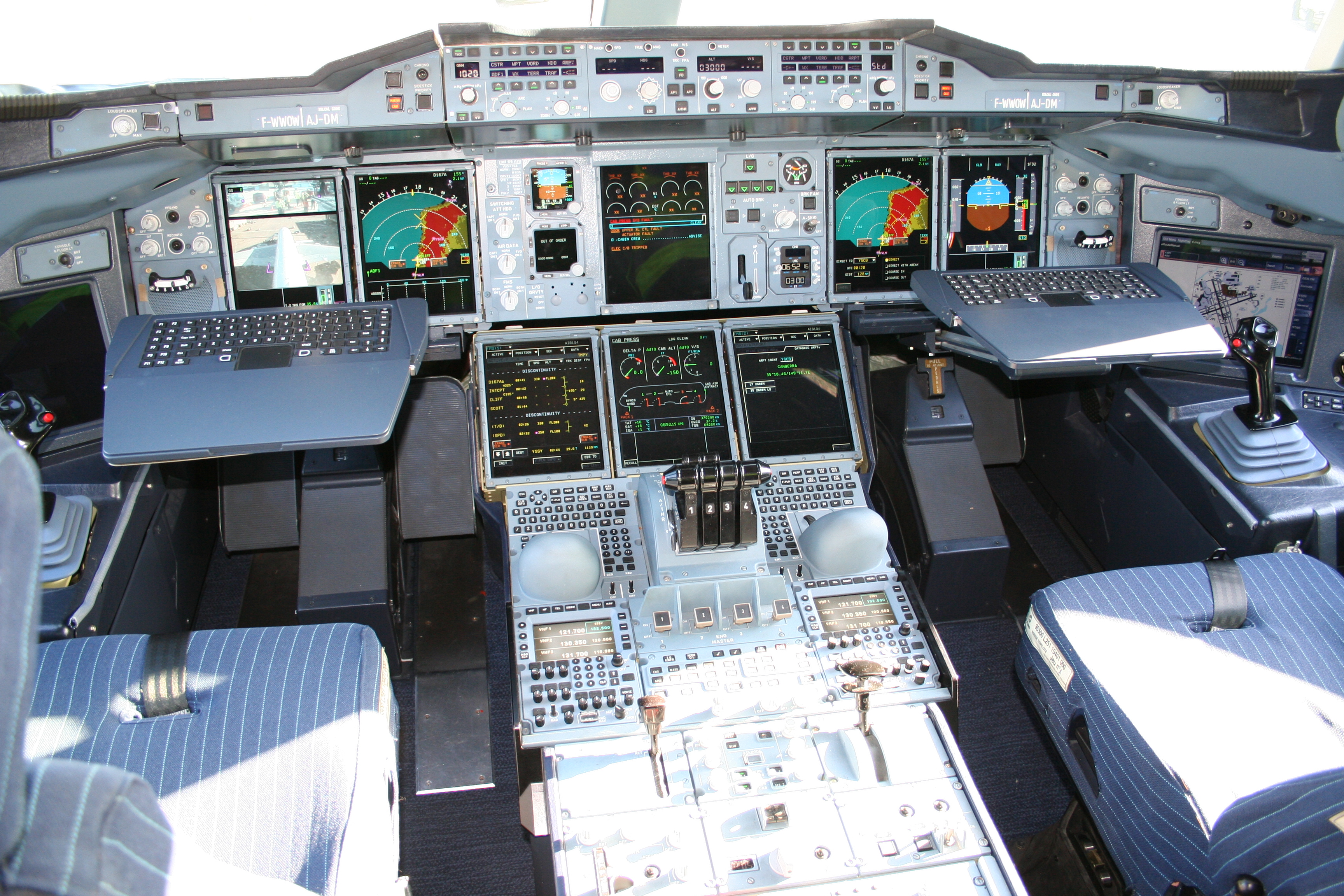
Carlinga avionului Airbus A380 cu manșe laterale de tip joystick